# داجمار (ممثلة)
داجمار (بالإنجليزية: Dagmar) هي ممثلة أمريكية، ولدت في 29 نوفمبر 1921 في Yawkey, West Virginia ‏ في الولايات المتحدة، وتوفيت في 9 أكتوبر 2001 في سيريدو في الولايات المتحدة.

## وصلات خارجية
- داجمار (ممثلة) على موقع IMDb (الإنجليزية)
- داجمار (ممثلة) على موقع قاعدة بيانات برودواي على الإنترنت (الإنجليزية)
- داجمار (ممثلة) على موقع قاعدة بيانات برودواي على الإنترنت (الإنجليزية)
- داجمار (ممثلة) على موقع قاعدة بيانات برودواي على الإنترنت (الإنجليزية)
- داجمار (ممثلة) على موقع قاعدة بيانات الفيلم (الإنجليزية)